# Joueur français de l'année 2006
Navigation
Édition précédente Édition suivante
Le joueur français de l'année 2006 est un trophée récompensant le meilleur footballeur français au cours de l'année civile 2006. Il s'agit de la 49e remise du trophée du meilleur joueur français depuis 1958.

## Classement des 20 joueurs français nommés
| Rang | Nom                | Club                              | Points |
| ---- | ------------------ | --------------------------------- | ------ |
| 1    | Thierry Henry      | Arsenal FC                        | 127    |
| 2    | Franck Ribéry      | Olympique de Marseille            | 67     |
| 3    | Zinedine Zidane    | Real Madrid CF, arrêt             | 48     |
| 3    | Claude Makélélé    | Chelsea FC                        | 48     |
| 5    | Willy Sagnol       | Bayern Munich                     | 47     |
| 6    | Florent Malouda    | Olympique lyonnais                | 44     |
| 7    | Patrick Vieira     | Juventus, Inter Milan             | 36     |
| 8    | Lilian Thuram      | Juventus, FC Barcelone            | 20     |
| 9    | Grégory Coupet     | Olympique lyonnais                | 18     |
| 10   | Ludovic Giuly      | FC Barcelone                      | 9      |
| 11   | Eric Abidal        | Olympique lyonnais                | 5      |
| 12   | Louis Saha         | Manchester United                 | 4      |
| 12   | William Gallas     | Chelsea FC, Arsenal FC            | 4      |
| 14   | Mathieu Bodmer     | LOSC Lille                        | 3      |
| 15   | Jérémie Janot      | Saint-Etienne                     | 2      |
| 15   | Fabien Barthez     | Olympique de Marseille, FC Nantes | 2      |
| 15   | Sylvain Armand     | Paris Saint-Germain               | 2      |
| 15   | Frédéric Piquionne | Saint-Etienne                     | 2      |
| 19   | Karim Benzema      | Olympique lyonnais                | 1      |
| 19   | Yoann Gourcuff     | Stade de Rennes, Milan AC         | 1      |
| 19   | Sylvain Wiltord    | Olympique lyonnais                | 1      |
| 19   | Jérémy Toulalan    | Olympique lyonnais                | 1      |